# Timo Nummelin
Timo Nummelin, född 7 september 1948 i Åbo, är en finländsk före detta professionell ishockeyspelare och fotbollsspelare. 
Nummelin, var som hockeyspelare back, han slutade som aktiv spelare 1994.
Han är far till ishockeyspelaren Petteri Nummelin.
Han har spelat för det finländska landslaget i både ishockey och fotboll.

## Klubbar
- TPS Åbo 1964–1987
- VG-62 1987–1989
- Kiekko-67 1989–1994